# 花嫁募集中
『花嫁募集中』（はなよめぼしゅうちゅう）は、1956年7月22日公開のミュージカル映画である。松竹(大船)製作、監督は野村芳太郎。

## キャスト
- 川本（ジョージ）金太郎：森繁久彌
- その娘絵美子（エミー）：草笛光子
- 牧直樹：佐田啓二
- 並木みどり：有馬稲子
- 細田一平：末永功
- 小野映子：空伸子
- 松平千恵子：宮城千賀子
- その息子政広：船山裕二
- 大原ちか：望月優子
- その娘照子：高木悠子
- 王美麗：関千恵子

## スタッフ
- 製作：保住一之助
- 監督：野村芳太郎
- 脚色：野村芳太郎、光畑硯郎
- 原作：三木鮎郎
- 撮影：井上晴二
- 音楽：木下忠司、村山芳男
- 美術：熊谷正雄
- 録音：栗田周十郎
- 照明：高下逸男
- 編集：浜村義康